# Iașu, Harghita
Iașu (maghiară Jásfalva) este un sat în comuna Ulieș din județul Harghita, Transilvania, România.

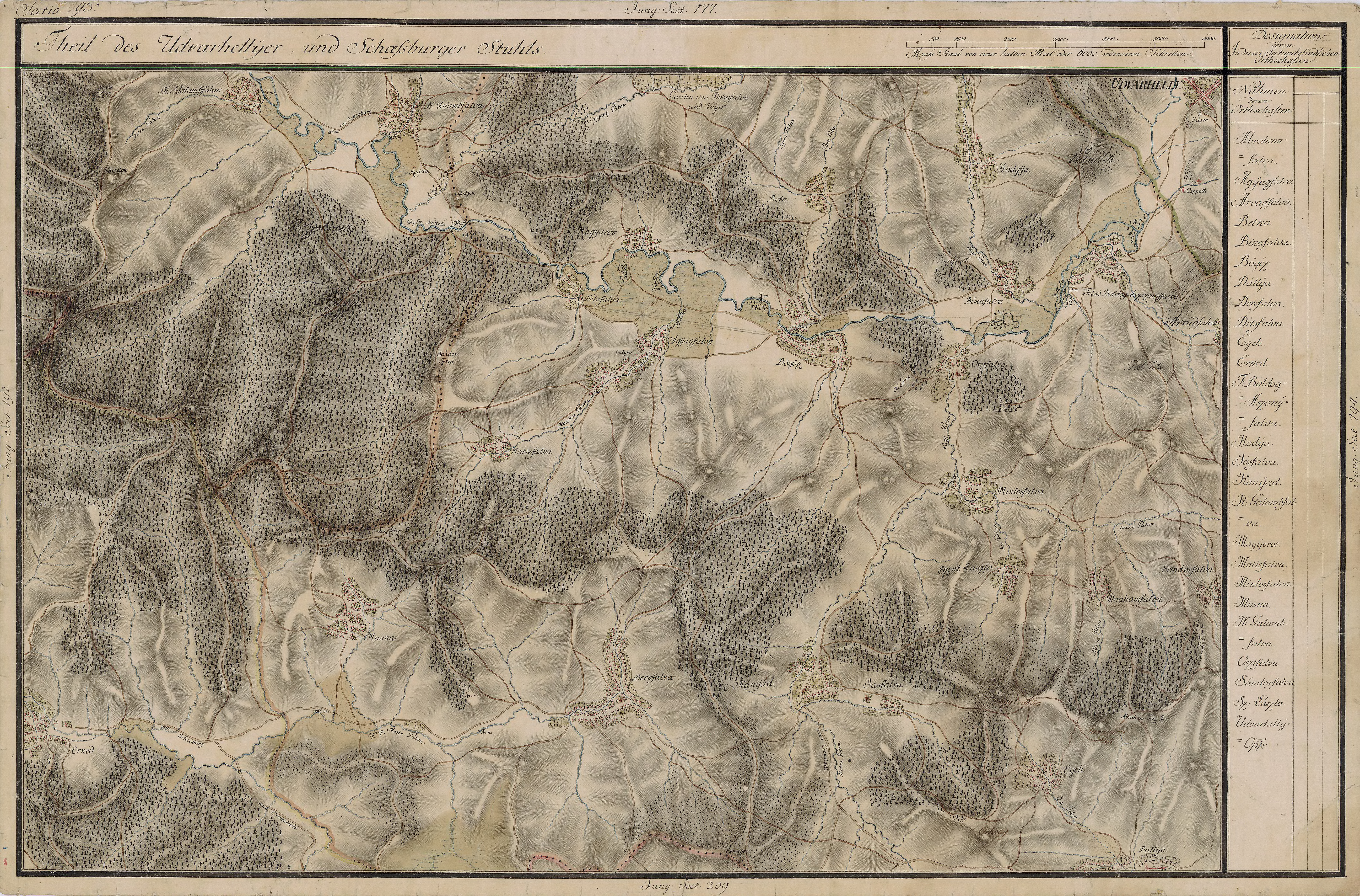
Iașu în Harta Iosefină a Transilvaniei, 1769-1773

 Acest articol despre o localitate din județul Harghita este deocamdată un ciot. Puteți ajuta Wikipedia prin completarea lui.